# La Lucerne-d'Outremer
La Lucerne-d'Outremer é uma comuna francesa na região administrativa da Normandia, no departamento Mancha. Estende-se por uma área de 14,44 km². Em 2010 a comuna tinha 795 habitantes (densidade: 55,1 hab./km²).